# Amboina-Scharnierschildkröte
Die Amboina-Scharnierschildkröte (Cuora amboinensis) wird auch Malayische Scharnierschildkröte genannt und gehört innerhalb der Familie der altweltlichen Sumpfschildkröten (Geoemydidae) zur Gattung der Scharnierschildkröten (Cuora).

## Beschreibung
Die Amboina-Scharnierschildkröte erreicht eine Länge von rund 20 Zentimetern, selten bis zu 25 Zentimetern. Der gewölbte Carapax weist eine dunkelbraune Färbung sowie drei Längskiele auf. Die Längskiele bilden sich bei adulten Tieren mit zunehmendem Alter zurück. Der Plastron ist gelblich und mit unregelmäßigen dunklen Flecken versehen. Beim Männchen ist der Bauchpanzer nach innen gewölbt. Wie alle Scharnierschildkröten kann auch die Amboina-Scharnierschildkröte mittels eines Scharniers im Bauchpanzer ihre Extremitäten komplett in den Panzer einziehen.
Der Kopf ist auf der Oberseite bräunlich gefärbt. Die Kopfunterseite sowie die Kehle geht ins Gelbliche. An der Oberseite des Kopfes ist ein gelbes Längsband zu sehen, das bis zur Schnauzenspitze reicht. Unmittelbar unter diesem Band verläuft ein zweites breiteres Band, das braun gefärbt ist. Die Extremitäten sind braun und enden in kräftigen Krallen, die mit kleinen Schwimmhäuten versehen sind. 
Je nach Verbreitungsgebiet unterscheiden sich die Tiere morphologisch und genetisch voneinander. Beispielsweise zeigt die indische Form eine intensiv orange Zeichnung, wobei die blassgelbe Farbe der Schlüpflinge erst nach einigen Wochen zu Orange wechselt.
Die Amboina-Scharnierschildkröte erreicht ein Alter von 30 bis 40 Jahren. Die Tiere leben als Einzelgänger und verteidigen ihre Reviere gegenüber Rivalen energisch.

## Verbreitung
Die Amboina-Scharnierschildkröte ist in weiten Teilen Asiens verbreitet. Sie ist nach der Typlokalität, der Molukkeninsel Amboina, benannt worden. Malaysia und Indonesien gehören zu ihren Hauptverbreitungsgebieten. 
Diese Schildkröten leben vorzugsweise in stehenden oder langsam fließenden Gewässern mit schlammigem Untergrund. Sie sind weitestgehend an das Leben im Wasser angepasst und verlassen es meist nur zur Eiablage und zum Sonnenbad. Sie vertragen auch eutrophierte Habitate gut.

## Nahrung
Insekten, Weichtiere, Fische zählen zu ihrer Hauptnahrung. Sie fressen auch Pflanzen und Früchte. Aas verschmähen sie ebenfalls nicht.

## Fortpflanzung
Die Weibchen der Amboina-Scharnierschildkröte erreichen die Geschlechtsreife mit fünf bis sechs Jahren. Männchen erreichen diese erst mit acht bis neun Jahren. Das Weibchen legt ein bis zwei Gelege pro Jahr, mit jeweils einem bis fünf Eiern. Die Eier haben eine Länge von etwa 50 Millimetern, eine Breite von 28 Millimetern sowie ein Gewicht von 20 bis 24 Gramm. Der Schlupf erfolgt abhängig von der Inkubationstemperatur nach 76 bis 100 Tagen. Die Schlüpflinge wiegen zwischen zehn und 15 Gramm.

## Gefährdung
Seit 2000 wird die Amboina-Scharnierschildkröte in der roten Liste der IUCN als gefährdete Art geführt (Status „vulnerable“). Sie ist vor allem durch illegalen Handel zum Zwecke des Verzehrs, zur Herstellung traditioneller chinesischer Medizin und für den Haustierhandel bedroht.